# Christlicher Verein Junger Menschen

Logo des CVJM

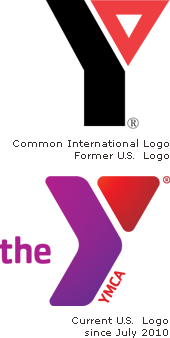
YMCA-Logos aus den USA

Der Christliche Verein Junger Menschen (CVJM) ist mit insgesamt über 64 Millionen erreichten Menschen die weltweit größte Jugendorganisation. Diese Organisation ist überkonfessionell christlich und in der Praxis evangelikal-protestantisch orientiert.
International ist die Bewegung unter dem englischen Namen Young Men’s Christian Association (YMCA) bekannt und im CVJM-Weltbund (englisch World Alliance of YMCAs) mit Sitz in Genf, Schweiz, zusammengeschlossen. Ihm gehören 120 Nationalverbände an, darunter in Deutschland der CVJM Deutschland (CVJM-Gesamtverband in Deutschland e. V.). In der Schweiz trägt er den Namen Cevi und ist ein Zusammenschluss des CVJM (hier für „Christlicher Verein Junger Männer“) mit dem Christlichen Verein junger Frauen.

## Symbole

### Das CVJM-Dreieck

Y.M.C.A.-Dreieck am Eingang der CVJM-Station im Stellungssystem der US-Truppen bei Badonviller (1918)

Das Symbol der CVJM-Bewegung ist ein rotes, gleichseitiges Dreieck mit horizontalem schwarzen Balken, auf dem die jeweilige Abkürzung (z. B. „YMCA“ oder „CVJM“) mit weißen Großbuchstaben steht. Es soll daran erinnern, dass bei der gesamten CVJM-Arbeit der ganze Mensch im Vordergrund steht. Dabei steht der obere Balken für „Geist“, gestützt von den beiden Balken für „Körper“ und „Seele“.
Es wurde Ende des 19. Jahrhunderts von Luther Halsey Gulick entworfen und erstmals 1890/1891 vom YMCA in Springfield offiziell verwendet. Schnell entwickelte sich das Symbol zum inoffiziellen Erkennungszeichen der CVJM, andere Entwürfe stießen auf Ablehnung und wurden verworfen. Offizielles Symbol wurde Gulicks Dreieck während des Ersten Weltkrieges beim englischen YMCA, später auch vom CVJM-Weltbund. In Deutschland setzte es sich erst nach dem Zweiten Weltkrieg durch. In Nordamerika wird heute eine Abwandlung dieses Symbols verwendet, in der das Dreieck die zwei Arme eines „Y“ darstellt.

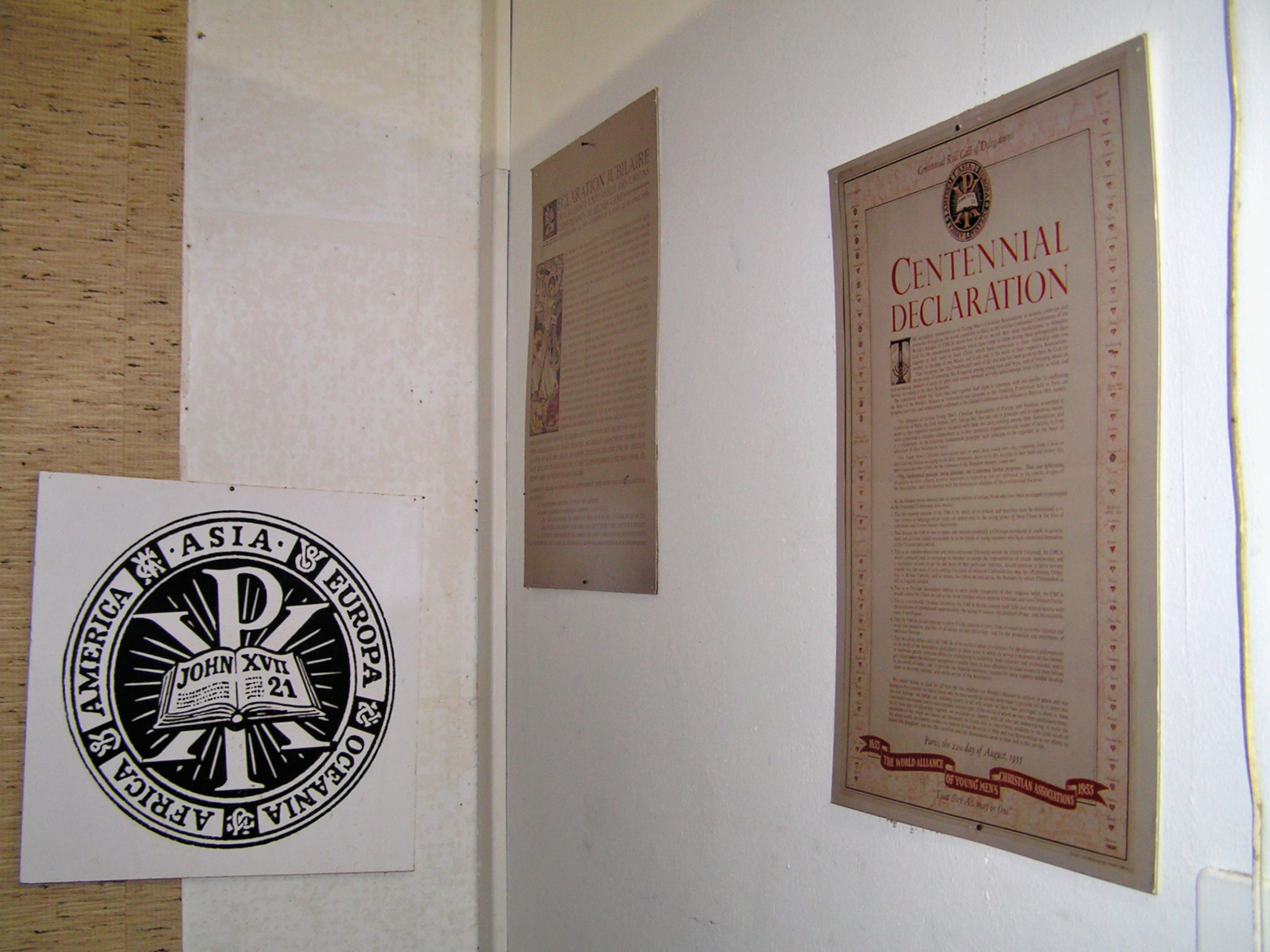
Weltbund-Abzeichen im Archiv des YMCA

### CVJM-Weltbund (World Alliance of YMCAs)
Der CVJM-Weltbund hat ein eigenes Symbol. Es besteht aus der aufgeschlagenen Bibel mit Textreferenz (Joh 17,21 ) mit dem hinterlegten Christusmonogramm „ΧΡ“ (griechische Buchstaben Chi und Rho). Umrandet wird dies mit den Namen der fünf Erdteile in lateinischer Sprache, die mit Monogrammen des CVJM in verschiedenen Sprachen verbunden werden. Der Leitspruch des CVJM-Weltbundes steht in der Bibel in (Joh 17,21 ): „damit sie alle eins seien“. Es wurde 1881 bei der 9. CVJM Weltkonferenz eingeführt und wird bis heute unverändert benutzt.

## Geschichte

### Entstehung

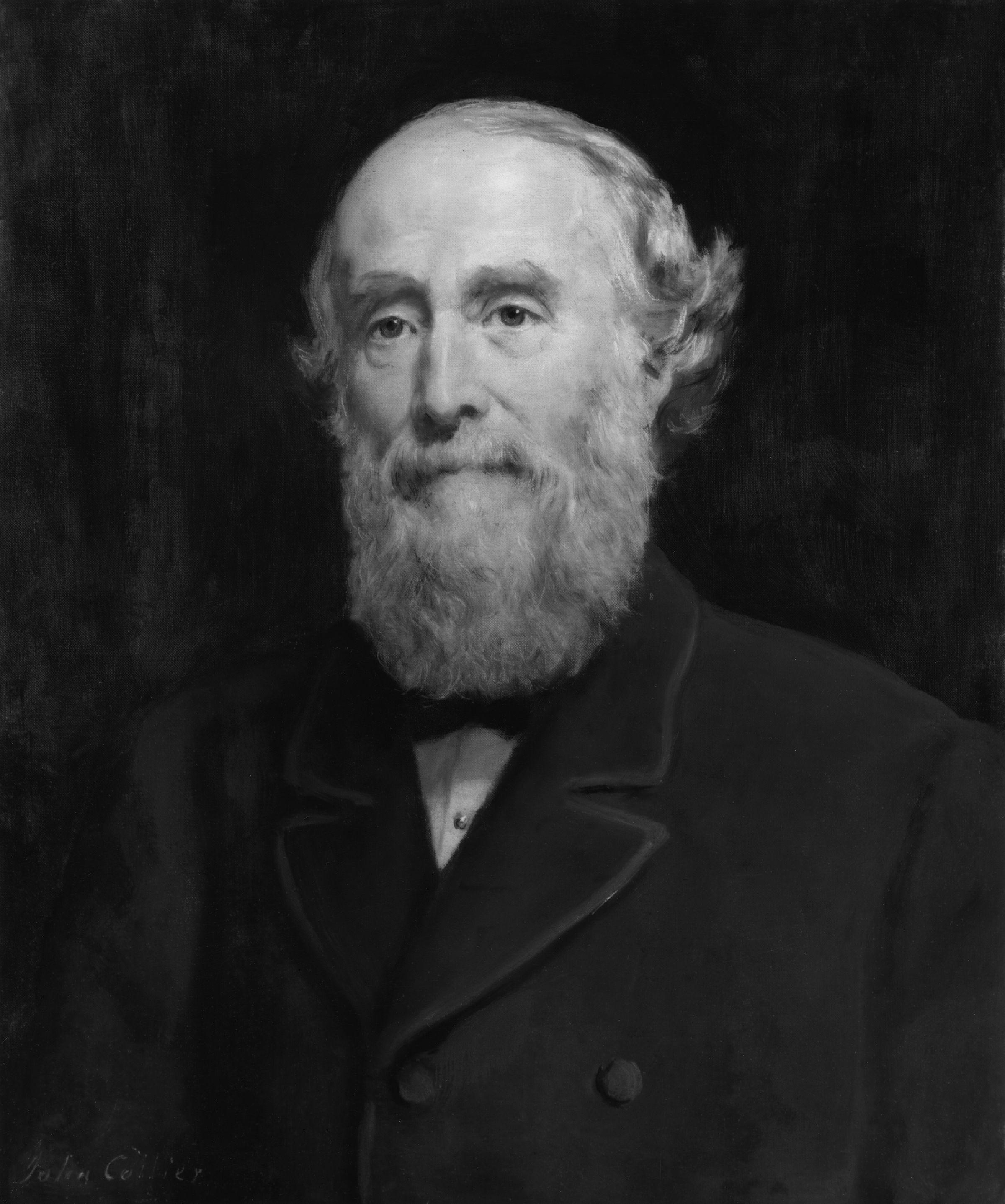
George Williams

Zu Beginn des 19. Jahrhunderts kam es im Zuge der Industrialisierung zu christlichen Erweckungsbewegungen in Europa und Amerika. Zahlreiche – auch christliche – Vereine entstanden (Enthaltsamkeitsvereine, Jungfrauenvereine etc.). Diese schlossen sich zu nationalen Verbänden zusammen.
In Deutschland entstanden auch in dieser Zeit evangelische Jünglingsvereine. Aus ihnen sind später viele CVJM hervorgegangen. Der erste Jünglingsverein (und damit im Grunde der erste deutsche CVJM) reicht zurück ins Jahr 1823, mit der Gründung des Missions-Jünglings-Vereins Barmen-Gemarke durch F. W. Isenberg.
Am 6. Juni 1844 wurde der erste YMCA von George Williams in London gegründet. Er hatte das Ziel, jungen Männern in der Großstadt Glaubens- und Lebensorientierung zu geben. Diese wurde im eigenen Vereinshaus auf biblischer Grundlage erteilt. Aus dieser Idee entstand in wenigen Jahren eine weltweite Bewegung.
In Deutschland wurde im Jahre 1848 der „Rheinisch-Westfälische Jünglingsbund“ in Elberfeld (heute zu Wuppertal) als erster regionaler Zusammenschluss gegründet. 1883 wurde der erste deutsche Verein mit dem offiziellen Namen „Christlicher Verein junger Männer“, kurz CVJM, in Berlin gegründet.
Der CVJM in Paris wurde am 19. März 1852 gegründet, nachdem es regelmäßige Treffen ab Herbst 1851 gegeben hatte. Beteiligt waren zwei junge Schweizer aus Genf, Franzosen und Engländer. George Williams besuchte Paris 1851 und 1852 insgesamt dreimal.
Der erste CVJM in der neuen Welt wurde am 9. Dezember 1862 in Toronto in Kanada gegründet. Am 29. Dezember 1852 wurde der erste CVJM in den USA gegründet. 1880 gab es in den USA bereits 972 CVJM-Vereine mit 70.000 Mitgliedern.

### Die Pariser Basis und Bildung des Weltbundes
Die Idee einer weltweiten Bewegung mit einer internationalen Verwaltung hatte der damalige Sekretär des 1852 gegründeten CVJM Genf, Henry Dunant (der später auch das Internationale Komitee vom Roten Kreuz gründete und den ersten Friedensnobelpreis verliehen bekam). Dunant konnte den CVJM Paris überzeugen, eine erste CVJM-Weltkonferenz zu organisieren. Diese fand am 20. August 1855 mit 99 Delegierten von insgesamt 338 Jünglingsvereinen und CVJMs aus neun Ländern statt. Sie verfassten eine Erklärung, die Pariser Basis:

„Die Christlichen Vereine Junger Männer haben den Zweck, solche jungen Männer miteinander zu verbinden, welche Jesus Christus nach der Heiligen Schrift als ihren Gott und Heiland anerkennen, in ihrem Glauben und Leben seine Jünger sein und gemeinsam danach trachten wollen, das Reich ihres Meisters unter jungen Männern auszubreiten.“

Aus dieser Konferenz ging auch das „Central International Committee“ hervor. Es arbeitete zunächst ohne Sitz, bis 1878 eine Organisation und Struktur mit Sitz in Genf geschaffen wurde. Das „Central International Committee“ erhielt schließlich die Bezeichnung „World Alliance of YMCAs“ (dt. „CVJM-Weltbund“).
Zu den in der Folge entstandenen Verbänden zählen Berufsvereinigungen wie der Schweizer Christlicher Verein Junger Kaufleute.

### Expansion nach Asien
Während des späten 19. und frühen 20. Jahrhunderts erfolgte eine massive Expansion v. a. des nordamerikanischen CVJM/YMCA nach Asien, u. a. nach Indien, China und Japan. Im Rahmen der Social Gospel wurde Missionsarbeit mit der Verbesserung der Lebensbedingungen der Bevölkerung verbunden, was Gesundheitskampagnen, Alphabetisierungskampagnen, Sport, Hochschulbildung etc., mit einschloss. Ein Resultat war die Gründung der Far Eastern Championship Games als Plattform zur Verbreitung von westlichem Sport und korrespondierenden protestantischen Ideen (muscular Christianity). Zusammen mit dem Internationalen Olympischen Komitee war der CVJM/YMCA daher die zentrale Institution bei der Integration asiatischer (und vieler weiterer) Länder in internationale Sportorganisationen und der Verbreitung westlich-wissenschaftlicher Vorstellungen von „Modernisierung“. 1878 wurde der YMCA in der Nähe des Jaffa-Tors bei der Altstadt von Jerusalem gegründet. Das heutige Gebäude wurde 1933 während des britischen Mandats über Palästina von General Allenby eingeweiht.

### CVJM/YMCA-Aktivitäten während des Zweiten Weltkriegs
Während des Zweiten Weltkriegs gab es trotz des von Joseph Goebbels im Februar 1943 erklärten „totalen Kriegs“ vom Deutschen Reich beachtete internationale Regeln. Eine davon war die Genfer Konvention von 1929 zum Schutz von Personen, die nicht oder nicht mehr an Kampfhandlungen teilnehmen. Auf der Basis dieses anerkannten Völkerrechts durften während des Zweiten Weltkriegs zwei internationale Organisationen die deutschen Lager für die Internierten aus westeuropäischen Ländern und dem Commonwealth inspizieren: das Internationale Komitee vom Roten Kreuz (IKRK) / International Red Cross Committee (IRCC) und der CVJM/YMCA. Prisoners kept by nations which had not ratified the Geneva Convention, mainly the Sovjet Union and Japan, could not benefit from the work of international organizations; neither could Russian and political prisoners in Hitler’s Germany including those in ‘concentration’ camps. But Germany was a party to the Convention; work among POWs and civilian internees was allowed.
Zwischen den beiden Organisationen existierte eine Art Arbeitsteilung. The IRCC controlled and catered to the material needs such as medical treatment, heating, clothing and general treatment. They were, of course, backed up by the national Red Cross organizations in the home countries of the POWs. Ihm zur Seite gesellte sich nach dem amerikanischen Kriegseintritt im Dezember 1941 die ebenfalls in Genf ansässige „War Prisoners’ Aid of the International Y.M.C.A“, deren Arbeit hauptsächlich von Schweizern und Schweden getragen wurde. The task of the Y.M.C.A. was to assist the prisoners and internees to establish and maintain physical, intellectual and spirituell activities. In such context certain ‘tools’ were essential: books, musical instruments, sports equipment, theatre costumes and stage decorations, religious items ranging from bibles and hymnbooks to organs and communion equipment etc.
Rund um die Welt waren nach Henry Söderbergs Angaben etwa 250 Y.M.C.A.-Delegierte im Einsatz – bei mehr als 5 Millionen Kriegsgefangenen in über 30 Ländern. In Deutschland durften nur 15 Y.M.C.A.-Mitarbeiter tätig werden, und lediglich 7 von ihnen war es erlaubt, die Gefangenenlager zu betreten; alle übrigen Mitarbeiter waren im Berliner Büro oder im Materiallager beschäftigt. 1943, als die Bombenangriffe auf Berlin immer heftiger wurden, wurde die Y.M.C.A.-Zentrale nach Sagan in Niederschlesien verlegt und befand sich somit in unmittelbarer Nähe zum Stalag Luft III. Von den sieben im Deutschen Reich tätigen Y.M.C.A.-Delegierten war jeder für eine geografische Region zuständig, im Osten teilweise für mehr als eine Million Kriegsgefangene. Eine Möglichkeit, sich auch um die sowjetischen Kriegsgefangenen zu kümmern, war ihnen verwehrt.
Söderberg beschreibt zunächst die eher formelle Arbeit der Y.M.C.A.-Delegierten:

“At camps visit, after preliminary contacts with the camp commandants, we met with the leaders of various activities within the POW communities. Each nationality presented its specific needs. As far as possible we tried to meet the requests. […] The delegates in the field had to share with the population and the prisoners the horrors of war including bombings, sabotage and suspicions of those in power.”

„Bei Lagerbesuchen, nach ersten Kontakten mit den Lagerkommandanten, trafen wir die Leiter der verschiedenen Aktivitäten der Kriegsgefangenengruppen. Jede Nationalität hatte ihre speziellen Bedürfnisse. So weit das möglich war versuchten wir den Anliegen nachzukommen. […] Die Delegierten im Feld hatten ebenso wie die Bevölkerung und die Gefangenen die Schrecken des Krieges zu ertragen, wie Bombenangriffe, Sabotage und die Verdächtigungen der Machthaber.“

Darüber hinaus gab es eine zweite, zwischenmenschliche Ebene, bei der es darum ging, den Gefangenen mentale Hilfe zu leisten:

“One of the most important tasks of the Y.M.C.A. delegates was, if time permitted, to sit down and talk to the internees about their personal problems and, thereafter, try to establish the contacts with families and friends in the outside world and to secure the items wished for.”

„Eine der wichtigsten Aufgaben der Y.M.C.A.-Delegierten war es, soweit die Zeit das zuließ, in Ruhe mit den Internierten über ihre persönlichen Probleme zu reden, und dann zu versuchen, Kontakt mit Familie und Freunden aus der Außenwelt herzustellen, und Gewünschtes zu besorgen.“

Wie notwendig und wichtig gerade dieser Beistand für die Internierten war, kann man bei der Lektüre von William Hilsleys Lagertagebuch mehrfach erkennen, wenn er von Zusammenbrüchen aufgrund von Scheidungswünschen der Ehefrauen berichtet, von Streitigkeiten der Gefangenen untereinander oder von versuchten oder vollendeten Selbstmorden. Bei Hilsley kann man aber auch nachlesen, dass die von den beiden internationalen Organisationen – IRCC und Y.M.C.A. – kontrollierten Internierungslager vergleichsweise gute Überlebenschancen boten und ein reichhaltiges internes kulturelles Leben ermöglichten, von Lateinkursen bis hin zu Konzerten und Filmvorführungen. Das beruhte auf der von IRCC und Y.M.C.A. unterstützten Eigeninitiative der Internierten, aber auch auf einem lange Zeit zurückhaltenden Verhalten der deutschen Camp-Bewacher.

“The German military establishment (Army, Air Force and Navy) was looking after the military and civilian prisoners of the Third Reich. With few exceptions there seemed to be a desire to give the prisoners a fair treatment – but of course with the devastating war coming closer to the Reich itself the German resources were decreasing every day. During the last year of war, especially after ‘the great escape’ from Stalag Luft in March 1944, conditions became tougher, SS and Gestapo became more active in surveillance and control of POW camps.”

„Die deutsche Militärverwaltung (Heer, Luftwaffe und Marine) beaufsichtigte die militärischen und zivilen Gefangenen des Dritten Reiches. Mit wenigen Ausnahmen schien man gewillt, den Gefangenen eine faire Behandlung zukommen zu lassen – allerdings verringerten sich die deutschen Möglichkeiten natürlich täglich, je näher der verheerende Krieg dem Reich kam. Während des letzten Kriegsjahres, besonders nach der „großen Flucht“ aus dem Stalag Luft im März 1944, wurden die Bedingungen schwieriger, SS und Gestapo intensivierten die Überwachung und Kontrolle der Kriegsgefangenenlager.“

Doch auch unter den erschwerten Bedingungen im letzten Kriegsjahr erlosch die Betreuung der Kriegsgefangenen durch die internationalen Helfer nicht. Henry Söderberg, einer der sieben im Deutschen Reich tätigen Y.M.C.A.-Delegierten, begleitete die Evakuierung der Gefangenenlager aus Schlesien bis ins österreichische Spittal an der Drau, wo Anfang Mai 1945 britische Soldaten das Lagerkommando von den kapitulierenden Deutschen übernahmen.
Auf eine weitere Aktivität der Y.M.C.A. weist Barbara Stelzl-Marx hin. Die Y.M.C.A. ließ zehntausende sogenannter „Wartime Logs“, Tagebücher mit integrierten Fotoalben, an die in Deutschland internierten amerikanischen, britischen und kanadischen Kriegsgefangenen verteilen. Diese sollten darin ihre Lagereindrücke in Form von Tagebucheintragungen, Zeichnungen, Kurzgeschichten, Gedichten, Aufzeichnungen über die Mahlzeiten oder sportliche und kulturelle Veranstaltungen festhalten. Jedem dieser „Wartime Logs“ wurde ein Begleitbrief des Y.M.C.A. beigelegt, der den Sinn und die Verwendungsmöglichkeiten erklärte. In ihrer im Jahr 2000 erschienenen Studie ging Stelzl-Marx davon aus, dass diese „Wartime Logs“ im deutschsprachigen Raum wissenschaftlich kaum beachtete Zeitdokumente darstellen, was sie teilweise darauf zurückführt, dass sich die „Logbücher“ fast ausschließlich in privater Hand befinden und als wertvolle familiäre Erinnerungsstücke gehütet werden. William Hilsleys Tagebuch eines internierten Musikers kann als exemplarisches Beispiel für das gelten, was mit den Warlogs intendiert war; er hatte es zwar schon lange vor der Y.M.C.A.-Aktion zu schreiben begonnen, aber er berichtet mehrfach darüber, dass es die vom Y.M.C.A. besorgten Schreibutensilien waren, die ihm das Weiterführen seines Tagebuchs ermöglichten.

### Kampala-Erklärung
Bei der 6. Weltratstagung des CVJM 1973 in Kampala, Uganda, wurde zusätzlich zur Pariser Basis Folgendes beschlossen:
„Die Pariser Basis sagt aus, dass Christus das Zentrum der als weltweite Gemeinschaft verstandenen Bewegung ist, in der Christen aller Konfessionen miteinander verbunden sind. Sie folgt dem Grundsatz einer offenen Mitgliedschaft, die Menschen ohne Rücksicht auf ihren Glauben, ihr Alter, ihr Geschlecht, ihre Rasse und ihre sozialen Verhältnisse umfasst. Die Basis ist nicht dazu bestimmt, als Bedingung für die Einzelmitgliedschaft im CVJM zu dienen, welche bewusst dem Ermessen der Mitgliedsbewegungen des Weltbundes überlassen bleibt. Die Basis macht deutlich, dass die Mitgliedsbewegungen die Freiheit haben, ihre Zielsetzungen anders auszudrücken, in einer Weise, die unmittelbarer den Bedürfnissen und Vorstellungen derer entspricht, denen sie dienen. Entscheidend ist, dass die Zielsetzungen in der Beurteilung des Weltbundes im Einklang stehen zur Pariser Basis. In Anbetracht der Prägung der CVJM in der Welt von heute werden durch diesen Akt der Anerkennung der Pariser Basis den verschiedenen Vereinen und ihren Mitgliedern als Mitarbeiter Gottes Forderungen auferlegt, zu denen gehören.
- Für Chancengleichheit und Gerechtigkeit für alle zu wirken.
- Für die Schaffung und Erhaltung einer Welt zu wirken, in der die Beziehungen der Menschen untereinander durch Liebe und Verständnis gekennzeichnet sind.
- Auf Verhältnisse und deren Erhaltung im CVJM und in der Gesellschaft, ihren Organisationen und Einrichtungen hinzuarbeiten, die der Ehrlichkeit, Vertiefung und schöpferischen Fähigkeit Raum geben.
- Formen der Mitarbeit und des Programms zu entwickeln und zu erhalten, die die Vielfalt und Tiefe christlicher Erfahrung deutlich machen.
- Für die Entfaltung des ganzen Menschen zu wirken.“

### Männer und Frauen im CVJM
Die CVJM sind als eine Vereinigung junger Männer entstanden. Heute steht die Mitgliedschaft in vielen Ländern allen jungen Menschen offen. In Deutschland wird dies insbesondere deutlich in der Umbenennung der einzelnen CVJM von „Christlicher Verein Junger Männer“ in „Christlicher Verein Junger Menschen“ in den 1970er Jahren. Weltweit entstanden, anders als in Deutschland, neben den „Männervereinen“ auch reine „Frauenvereine“, die sich YWCA nennen. Menschen aus allen Völkern, Konfessionen und sozialen Schichten bilden die weltweite Gemeinschaft im CVJM. Die Pariser Basis gilt heute im CVJM-Gesamtverband in Deutschland e. V. für die Arbeit mit allen jungen Menschen.

## Ausrichtung und Aktivitäten

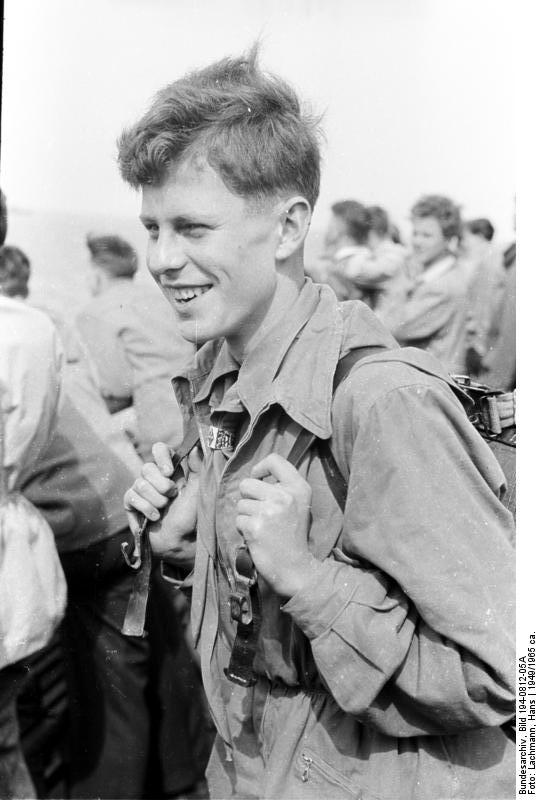
Ferienlager Borkum 1949

### Sport
Der Sport innerhalb des CVJM hat eine wesentliche Bedeutung, da gemeinsames Bewegen zum ganzheitlichen Grundkonzept (also Körper, Seele und Geist) der CVJM-Arbeit gehört.
Der Sport im CVJM hat sich Grundzielgedanken gegeben:
Sport-Forum Gera 2003:
1. Sport ist ein unverzichtbarer Teil der missionarischen Arbeit des CVJM. Dabei wird Mission verstanden als das Zusammenwirken von Diakonie, Lehre, Verkündigung und Seelsorge.
2. Der CVJM empfiehlt den Leitungsgremien des Gesamtverbandes und seiner Mitgliedsverbände sich dieses Verständnis von Mission neu bewusst zu machen. Mit allen Arbeitszweigen des CVJM sind Konzepte zur praktischen Umsetzung zu entwickeln.
3. Der Sport bietet ein Trainingsfeld zur Persönlichkeitsentwicklung und Gewinnung an sozialer und sportfachlicher Kompetenz.

Sport-Forum Dassel 2007:
Position für die CVJM-Sportarbeit
Der Sport ist eine tragende Säule der CVJM-Arbeit und soll als missionarische Chance genutzt werden. Die missionarische Sportarbeit des CVJM wendet sich an den Menschen in seiner Ganzheit.
Grundlagen sind das biblische Menschenbild und die Pariser Basis.
Die Wertevermittlung wird ermöglicht durch den gelebten Glauben der Mitarbeiter und fördert eine ausgewogene Lebenskunst. Mitarbeiter begleiten und begeistern Menschen in ihren verschiedenen Lebensbereichen und verhelfen zu einer nachhaltigen Persönlichkeitsentwicklung. CVJM-Sport lebt von authentischen, gut ausgebildeten und begeisterungsfähigen Mitarbeiter. Der CVJM hilft durch gezielte Förderung der Mitarbeiter die Zukunftsfähigkeit der Sportarbeit zu festigen. Die fachliche Kompetenz des CVJM-Sports und der Arbeit mit jungen Menschen wird in der Öffentlichkeit wahrgenommen und baut Brücken zu anderen Bereichen. Durch ein ausgewogenes und vielseitiges Angebot werden Traditionen und Trends im CVJM-Sport berücksichtigt, werden Bewegungsräume eröffnet und Möglichkeiten für neue Arbeitsformen und innovative Projekte geschaffen.

### Internationale Aktivitäten
Die CVJM-Bewegung hat sich über den ganzen Globus ausgebreitet. Da die Bewegung überwiegend von der Basis geführt und geprägt wird, hat sie heute eine sehr pluralistische Ausprägung. Das religiöse Spektrum der angeschlossenen Gruppierungen reicht von evangelikal bis zu offen für jedermann ungeachtet seiner Religion. Mancherorts ist der CVJM eine echte Jugendorganisation, andernorts ist das Alter der Mitglieder durchmischt – eine Ausrichtung auf junge Menschen ist aber überall vorhanden. Auch die Programme und Aktivitäten der Nationalverbände, die im CVJM-Weltbund zusammengeschlossen sind, unterscheiden sich stark.
Beispiele:
- In den USA, wo Sportvereine weitaus weniger verbreitet sind als etwa in Deutschland, betreibt der CVJM (dort: YMCA, oft auch kurz: „Y“) Sportzentren, Gesundheitsprogramme, Vorschulen, Kinder-Ferienbetreuungsprogramme, Jugendherbergen, Reisen und vieles mehr. Er hat über 17 Millionen Mitglieder.
- Zum CVJM Norwegen gehören Jugendklubs, Sportklubs, Jugendchöre (Ten Sing) und Freizeitprogramme für Kinder.
- Der CVJM in Palästina hat in Jerusalem und Jericho Berufsbildungszentren aufgebaut und führt Bildungsprogramme in Flüchtlingslagern durch. Er widmet sich der psycho-sozialen und beruflichen Wiedereingliederung von traumatisierten jungen Menschen, Berufsorientierungs-Programmen, Kultur-, Sport- und Jugendprogrammen sowie der Kleingewerbeförderung und der Schaffung von Arbeitsstellen.
- In Armenien betreibt der CVJM ein Jugendzentrum und gibt so Kindern und Jugendlichen neue Perspektiven.
- In Peru hat der CVJM ein großes Zentrum in Lima, in dem Programme für Kinder, Jugendliche und Erwachsene angeboten werden. Auch in anderen Städten des Landes gibt es CVJM-Vereine (z. B. Arequipa)
- In Santo Domingo (Ecuador) fördert der CVJM die Stadtentwicklung mit der Schaffung von demokratischen Quartierorganisationen.
- In Kolumbien hat der CVJM Zentren in mehreren Städten. In Bogotá betreibt er über 20 Einrichtungen, beispielsweise Kindergärten, Projekte zur Prävention von Kinderarbeit, für straffällig gewordene Jugendliche etc.
- In Sierra Leone betreibt der CVJM ein Friedenserziehungsprojekt.
- Für den CVJM in Deutschland siehe CVJM-Gesamtverband in Deutschland e. V.
- Für den CVJM in der Schweiz siehe Cevi.
- Der dänische CVJM wurde bereits 1878 von der Lutherischen Kirche Dänemarks gegründet.[13] Seit 1976 haben sich die bis dahin getrennten Organisationen der Männer und der Frauen zum KFUM zusammengeschlossen. Mit 9.000 Mitgliedern zwischen 6 und 19 Jahren in 150 Vereinen ist der Verband heute ökumenisch orientiert. Im Rahmen seiner internationalen Projekte stehen die jährlichen Austauschprogramme mit den Jugendsportorganisationen Palästinas im Vordergrund.[14]

## Trivia
- Durch den Discohit „Y.M.C.A.“ der Gruppe Village People ging der CVJM im Jahr 1978 in die Popmusik-Geschichte ein. Eine deutsche Coverversion unter dem Titel „C.V.J.M. (Y.M.C.A.)“ gibt es von der Gruppe Sunday.
- Eine weitere deutschsprachige Coverversion des Liedes, jedoch mit bissig-ironischem Text und musikalisch im Punkrock verortet, veröffentlichte die Band Extrabreit 1996 auf ihrem Album Jeden Tag – Jede Nacht.